# Susanne Stampf-Sedlitzky

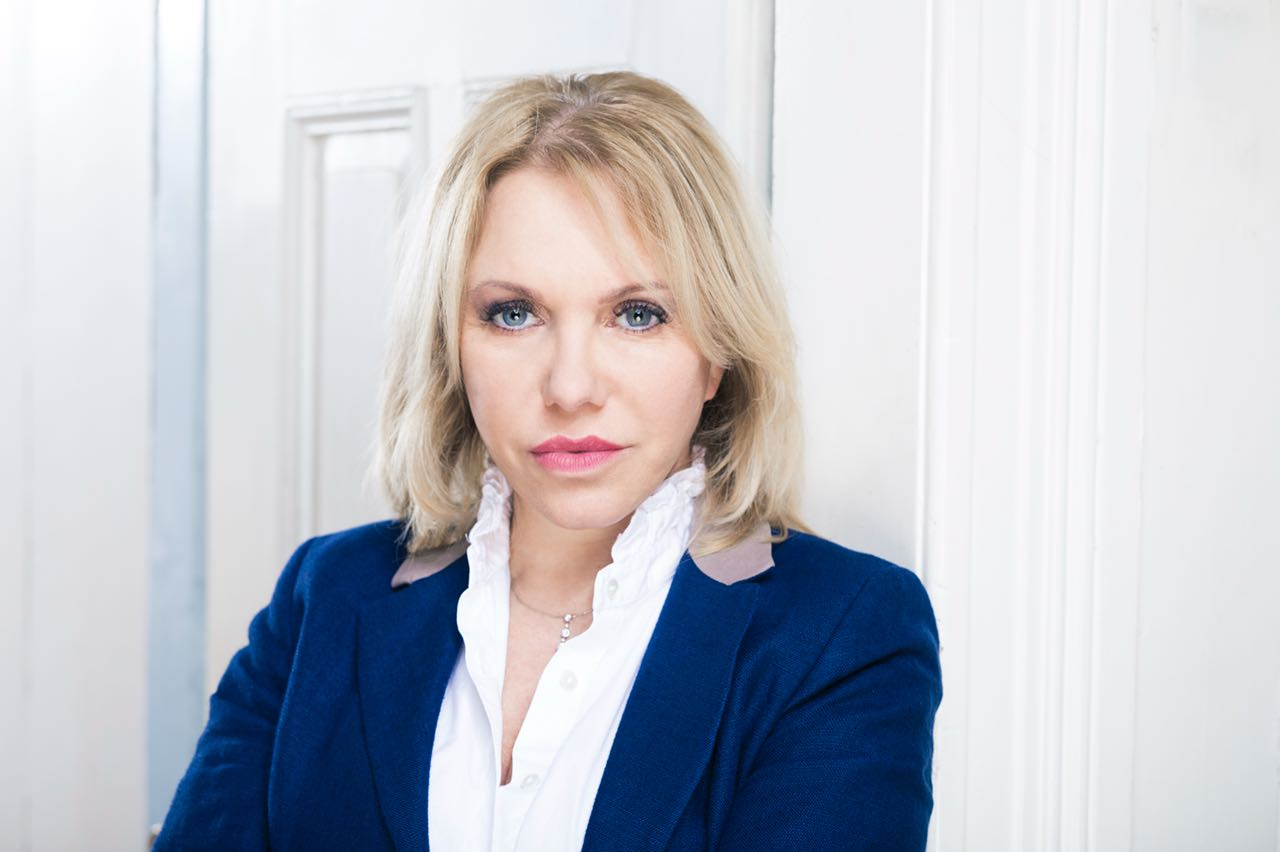
Susanne Stampf-Sedlitzky

Susanne Stampf-Sedlitzky, auch Susanne Stampf, ist eine deutsch-österreichische Journalistin, Autorin, Regisseurin und TV-Produzentin.

## Leben
Susanne Stampf-Sedlitzky legte das Abitur am Wirtschaftsgymnasium in der Sperlgasse in Wien ab und arbeitete danach zunächst als internationale Fernschreibkorrespondentin, dann bei der amerikanischen Firma Nova Biomedical Inc. als Organization Manager (Verwaltung, Messeorganisaton). Währenddessen begann sie ihr Studium „Werbung und Verkauf“ an der Wirtschaftsuniversität Wien, das sie als akademische Werbekauffrau abschloss.
Nach dem Studium arbeitete sie als Journalistin bei der österreichischen Jugendzeitschrift Rennbahn-Express und Basta. 1991 zog sie nach Deutschland und war bei der Bild-Zeitung als Sportreporterin tätig. 1992 wechselte sie zum Fernsehen und arbeitete als Reporterin und Chefin vom Dienst für die Sportsendungen dran (täglich) und ran (wöchentlich) in Hamburg. 1995 machte sich Stampf-Sedlitzky als TV-Produzentin und freie Journalistin selbständig, wobei sie u. a. für den Focus, Bild, Bild Gesundheit, SAT.1, Pro Sieben, RTL, RTL II, n-tv, TV1, Channel 5 und Antena 3 arbeitete.
Stampf-Sedlitzky entwickelte mehrere TV-Formate neu, wie zum Beispiel Die Schulermittler, Megaman und Junge Mütter verzweifelt.
Susanne Stampf-Sedlitzky ist adeliger Abstammung, hat zwei Kinder aus der Ehe mit Günter Stampf († 2012) und war mit Lutz Winkelmann von 2015 bis 2022 verheiratet.